# Chronologie des faits économiques et sociaux dans les années 1570
Chronologie de l'économie
Années 1560 - Années 1570 - Années 1580

## Événements
- 1569-1573 : importance de Marseille dans la mer Tyrrhénienne, due aux capitulations de 1569 et à la guerre de 1570-1573 qui immobilise Venise (une partie du commerce allemand se déroute via Lyon et Marseille)[1].
- Vers 1570 : 
  - Gênes devient à partir des années 1570-1580 le centre de redistribution de l’argent d’Amérique[2].
  - exportation attesté de riz de Lombardie vers Gênes[3].
- 1570 : 
  - Italie : assainissement dans la Valle di Ambrogio (delta du Pô) de la grande bonifica estense, sous l’impulsion du duc de Ferrare[4].
  - les corsaires barbaresques font 76 000 ducats de prises (vin et huile) dans l’Adriatique[5].
- 1570-1650 : la métallurgie se développe en Angleterre. Le nombre de hauts-fourneaux passe dans les années 1570 à 86 dans les années 1650 (Weald, Yorkshire, sud du Pays de Galles, Forêt de Dean, Midlands)[6].
- 1571 : 
  - le financier Thomas Gresham fonde la bourse de Londres[7].
  - conquête de Manille par López de Legazpi ; à partir de 1573, un galion par an fait le voyage d’Acapulco à Manille, le « galion de Manille »[8].
  - le port de Nagasaki s'ouvre aux navires européens qui commercent entre la colonie portugaise de Macao en Chine et le Japon. L'argent du Japon s'échange principalement contre la soie chinoise[9].
  - 9 500 000 livres de taille sont levées par an en France[10].
  - amélioration des techniques commerciales et financières en France ; le facteur du pastelier toulousain François de Ferrières, Dominique Guaches, en mission à Anvers, utilise la comptabilité en partie double. Développement du crédit et de la lettre de change[11].
- 1571-1572 : début d’un soulèvement aux Pays-Bas espagnols durant l’été 1571 à la suite de l’introduction de nouveaux impôts par le duc d’Albe[12].
- 1571-1597 : sécheresse dans le Sud-ouest de l'Amérique du Nord pendant les trente dernières années du XVIe siècle. Elle atteint particulièrement la Californie (1571-1597) et le Colorado (1573-1593) mais est moins prononcée dans le Nord (Oregon)[13].

- 1572 : 
  - en Toscane, le futur grand-duc Ferdinand s’intéresse à l’assainissement et la mise en valeur des marais du Val di Chiana[3].
  - le duc Emmanuel-Philibert de Savoie tente de négocier des relations commerciales avec les Turcs à partir de Nice. Emmanuel-Philibert, qui doit pour cela utiliser l’aide des marchands juifs, se heurte à l’opposition de l’Espagne et du pape (1574)[14].

- 1572-1573 : les marins anglais commercent en Méditerranée ; les marchands londoniens Edward Osborne et Richard Staper envoient en 1575 leurs agents à Istanbul pour obtenir du sultan un sauf-conduit destiné à William Harborne pour qu'il s'établisse comme résident auprès de l'Empire ottoman[15].
- 1573 :
  - à Augsbourg s'ouvre la première raffinerie de sucre allemande[16]
  - la pomme de terre, cultivée en Espagne, est mentionnée dans les registres de l'hôpital de la Sangre à Séville[17].
  - le Nordeste, au Brésil, produit 2700 tonnes de sucre par an[18].
- 1573-1574 : crise de subsistances en Europe[19].
- 1573-1603 : période Azuchi-Momoyama au Japon[20] ; Oda Nobunaga et son successeur Hideyoshi favorisent le commerce avec les Occidentaux, Portugais et Espagnols. En échange de produits japonais et de lingots d’argent dont ils encouragent la production, ou de l’autorisation de prêcher la religion chrétienne, ils font venir diverses richesses et notamment de l’or venu d’Inde, d’Asie du Sud d’Est ou d’Amérique par les Philippines. Les japonais, admis à se présenter en Chine, qui est interdite aux Occidentaux, font office d’intermédiaires[21].
- 1575 : 
  - la Hongrie exporte 200 000 bœufs par an. Pays essentiellement agraire et minier, elle est la première exportatrice mondiale de viande[22]. Elle exporte aussi des peaux, du cuivre, du vin et des céréales.
  - « nationalisation » des mines de mercure d’Idria, en Carniole[22].
  - accord commerciaux entre la Savoie et les Pays-Bas : réduction de moitié de tous les droits sur les marchandises échangées et sur les marchandises en transit[23].
  - impôt sur le vin en Bohême[24].
- 1575-1595 : 25 000 à 30 000 quintaux d’épice orientales arrivent annuellement à Lisbonne[25].
- 1577 : les mesures mercantilistes sont renforcées en France avec l'interdiction de l'importation des objets manufacturés et de l'exportation des matières premières[26].
- 1578 : relations commerciales régulières entre Anvers et les ports de la mer Blanche[27].
- 1579 : création des foires de change de Plaisance en Italie (1579-1621)[28].

## Démographie
- Vers 1570 : 
  - le Pérou compte environ 100 000 métis pour 38 000 blancs. On leur interdit les armes européennes, les chevaux et l’accès au sacerdoce[29].
  - 250 000 esclaves noirs dans les Amériques espagnoles. La population indienne se stabilise à 9 millions pour 180 000 colons européens environ.
- 1579 : 150 000 blancs vivent dans les colonies espagnoles d'Amérique[29].

- Début de l’importation en masse d’esclaves noirs au Brésil ; Soudanais d’Afrique occidentale puis Bantous d’Afrique équatoriale. Ils s’adaptent mieux que les Indiens au travail sédentaire de l’agriculture. Cependant, la durée de vie moyenne des esclaves dans les plantations sucrière n’excède pas sept années. Ils vivent dans des petites huttes rudimentaires, les senzalas, construites derrière la casa grande du maître. Parfois, ils se révoltent, formant des quilombos ou république de nègres « marrons » dans l’intérieur (celle de Palmares, par exemple, au XVIIe siècle). De 3,5 à 3,6 millions d’esclaves auraient été importés au Brésil entre 1500 et 1850[30].